# راما، تو خواهی آمد
راما، تو خواهی آمد 
(به تلوگویی: Ramayya Vasthavayya) فیلمی محصول سال ۲۰۱۳ و به کارگردانی هاریش شانکار است. در این فیلم بازیگرانی همچون ان.تی راما رائو جونیور، سامانتا روت پرابو، شروتی حسن، موکش ریشی، کوتا سرینیواسا راو، روهینی هاتانگادی و همسا ناندینی ایفای نقش کرده‌اند.